# Muzeum Brata Alberta w Krakowie
Muzeum Brata Alberta Chmielowskiego (Muzeum Brata Alberta) – działająca od 1963 mała placówka muzealna zlokalizowana w Krakowie przy ul. Krakowskiej 43 urządzona jako jego izba pamięci. Budynek to dawne Schronisko Braci Albertynów, wcześniej Ogrzewalnia Magistracka (czyli miejskie schronisko dla ubogich i bezdomnych). Obecnie budynek jest Domem Generalnym Zakonu z siedzibą władz Zgromadzenia Braci Albertynów.